# Lovers on the Sun
«Lovers on the Sun» —literalmente en español: «Amantes en el sol»— es una canción realizada por el disc jockey y productor francés David Guetta, con la colaboración del cantante Sam Martin. Inicialmente fue incluida en el primer extended play homónimo, Lovers on the Sun y posteriormente sirvió como el primer sencillo oficial del sexto álbum de estudio de Guetta, Listen. Fue lanzada el 30 de junio de 2014, como descarga digital a través de iTunes.
Fue compuesta por David Guetta junto a Giorgio Tuinfort, Frédéric Riesterer, Giorgio Tuinfort, Jason Evigan, Michael Einziger, Sam Martin y Avicii. Mientras que la producción corrió a cargo de Guetta, Avicii, Riesterer, y Tuinfort, con la producción adicional del grupo italiano Daddy's Groove.
Encabezó la lista de sencillos del Reino Unido, convirtiéndose en su cuarto número uno como artista principal. Además lideró la lista de sencillos de Alemania, Austria y Finlandia e ingresó en el top 20 de otros países europeos.

## Video musical
El 30 de junio de 2014, se publicó un vídeo con la letra de la canción. Éste muestra imágenes basadas en una temática ambientada en el lejano oeste estadounidense.
El video oficial fue dirigido por Marc Klasfeld y está protagonizado por el difunto actor estadounidense Ray Liotta interpretando a un vaquero villano.

## Lista de canciones
| Descarga digital — sencillo |                                    |          |  |
| N.º                         | Título                             | Duración |  |
| 1.                          | «Lovers on the Sun» (Radio edit)   | 3:23     |  |
| 2.                          | «Lovers on the Sun» (Extended mix) | 5:53     |  |

| Descarga digital — remixes |                                         |          |  |
| N.º                        | Título                                  | Duración |  |
| 1.                         | «Lovers on the Sun» (Stadiumx Remix)    | 6:00     |  |
| 2.                         | «Lovers on the Sun» (Showtek Remix)     | 4:53     |  |
| 3.                         | «Lovers on the Sun» (Blasterjaxx Remix) | 5:43     |  |

## Créditos
Créditos adaptados a partir de las notas del EP Lovers on the Sun.
- David Guetta – controladores midi, caja de ritmos y tornamesa
- Sam Martin – voz
- Michael Eizigerg – guitarra eléctrica
- Annemarie Hensens – violín
- Ben Mathot – violín
- Bram Faber – violín
- David Faber – chelo
- Diewertje Wanders – violín
- Elise Noordhoek – violín
- Floortje Beljon – violín
- Hinse Mutter – bajo
- Ian de Jong – violín
- Inger van Vliet – violín
- Jascha Bordon – chelo
- Jesse Feves – bajo
- Judith Eisenhardt – violín
- Judith van Driel – violín
- Maartje Korver – violín
- Mark Mulder – violín
- Marleen Veldstra – violín
- Marleen Wester – violín
- Sara de Vries – violín
- Sofie van der Pol – violín
- Thomas van Geelen – chelo
- Tseroeja van den Bos – violín
- Yanna Pelser – violín

## Posicionamiento en listas y certificaciones
| Lista (2014)                                | Mejor posición |
| ------------------------------------------- | -------------- |
| Alemania (Offizielle Deutsche Charts)       | 1              |
| Australia (ARIA)                            | 2              |
| Austria (Ö3 Austria Top 40)                 | 1              |
| Bélgica (Flandes) (Ultratop 50)             | 4              |
| Bélgica (Valonia) (Ultratop 50)             | 4              |
| Canadá (Canadian Hot 100)                   | 51             |
| Dinamarca (Tracklisten)                     | 11             |
| Escocia (Scottish Singles Top 40)           | 1              |
| Eslovaquia (Radio Top 100 Chart)            | 6              |
| España (Top 100 Canciones)                  | 7              |
| Estados Unidos (Bubbling Under Hot 100)     | 21             |
| Estados Unidos (Hot Dance Club Songs)       | 3              |
| Estados Unidos (Hot Dance/Electronic Songs) | 12             |
| Finlandia (OFC)                             | 1              |
| Francia (SNEP)                              | 5              |
| Hungría (Dance Top 40)                      | 2              |
| Hungría (Rádiós Top 40)                     | 1              |
| Irlanda (IRMA)                              | 3              |
| Israel (Media Forest)                       | 2              |
| Italia (FIMI)                               | 4              |
| Japón (Japan Hot 100)                       | 89             |
| Noruega (VG-lista)                          | 4              |
| Nueva Zelanda (Recorded Music NZ)           | 25             |
| Países Bajos (Dutch Top 40)                 | 12             |
| Polonia (Polish Airplay Top 100)            | 3              |
| Reino Unido (UK Singles Chart)              | 1              |
| Reino Unido (UK Dance Chart)                | 1              |
| República Checa (Singles Digitál Top 100)   | 3              |
| Suecia (Sverigetopplistan)                  | 4              |
| Suiza (Schweizer Hitparade)                 | 2              |

| País        | Lista (2014)                | Posición | Ref.   |
| ----------- | --------------------------- | -------- | ------ |
| Alemania    | Media Control Charts        | 14       | .      |
| Bélgica     | Ultratop flamenca           | 37       | [ 42 ] |
| Bélgica     | Ultratop valona             | 32       | [ 43 ] |
| Reino Unido | The Official Charts Company | 60       | [ 44 ] |
| Suiza       | Schweizer Hitparade         | 18       | [ 45 ] |

### Certificaciones
| País        | Organismo certificador | Certificación | Simbolización | Ventas  | Ref.   |
| ----------- | ---------------------- | ------------- | ------------- | ------- | ------ |
| Alemania    | BVMI                   | Oro           | ●             | 150 000 | [ 46 ] |
| Australia   | ARIA                   | Platino       | ▲             | 70 000  | [ 47 ] |
| Italia      | FIMI                   | 2× Platino    | 2▲            | 60 000  | [ 48 ] |
| Reino Unido | BPI                    | Plata         | ♦             | 200 000 | [ 49 ] |
| Suiza       | IFPI (Suiza)           | Oro           | ●             | 15 000  | [ 50 ] |

## Versiones
- La banda británica de rock alternativo Mallory Knox realizó su versión para el espacio de la BBC Radio 1, Live Lounge.[51]
- El youtuber Willyrex hizo una parodia animada de la canción, con la colaboración de xTrm United.

#### Sucesión en listas
| Anterior: «Maradona (Kesä '86)» de Teflon Brothers     | The Official Finnish Charts — Sencillo Nro 1 31.ª semana de 2014 — 33ª semana de 2014 | Siguiente: «Prayer in C» de Lilly Wood & The Prick y Robin Schulz |
| Anterior: «When the Beat Drops Out» de Marlon Roudette | Media Control Charts — Sencillo Nro 1 15 de agosto de 2014 — 2 de octubre de 2014     | Siguiente: «Fade Out Lines» de The Avener                         |
| Anterior: «Atemlos durch die Nacht» de Helene Fischer  | Ö3 Austria Top 40 — Sencillo Nro 1 15 de agosto de 2014 — 28 de agosto de 2014        | Siguiente: «Wicked Wonderland» de Martin Tungevaag                |
| Anterior: «Am I Wrong» de Nico & Vinz                  | UK Singles Chart — Sencillo Nro 1 24 de agosto de 2014 — 30 de agosto de 2014         | Siguiente: «Prayer in C» de Lilly Wood & The Prick y Robin Schulz |